# 磯崎祐子
磯崎　祐子（いそざき　ゆうこ、1976年12月9日 -）は茨城県出身の日本の柔道家。現役時代は48kg級及び52kg級の選手。身長156cm。得意技は寝技。

## 人物
10歳の時に柔道を始めた。大島中学3年の時には全国中学校柔道大会の48kg級で2位になった。土浦日大高校1年の時には全国高校選手権で決勝まで進むものの、福岡工大付属高校2年の田村亮子に0－3の判定で敗れた。2年の時には選抜体重別で3位になった。強化選手選考会では決勝で埼玉大学の長井淳子に敗れた。全国高校選手権では準々決勝で敗れた。3年の時には世界ジュニアに出場するものの5位に終わった。筑波大学へ進むと、1年の正力杯では長井に敗れて2位だった。3年の時には階級を52kg級に上げた。4年の時には全国女子体重別決勝でダイコロの楢崎教子に敗れるも2位に入った。1999年には塩谷建設へ入社すると、全国女子体重別で初優勝を飾った。しかし、翌年の体重別では初戦で敗れてシドニーオリンピック代表にはなれなかった。続いて大阪で開催されたアジア柔道選手権大会では優勝を果たした。さらに、全国女子体重別で2連覇すると、福岡国際でも優勝を成し遂げた。しかしながら、2001年の選抜体重別決勝で住友海上の横澤由貴に敗れて、世界選手権代表には選ばれなかった。その後、吉田秀彦が主宰する吉田道場の指導者となった。　　　　　　　　　　
　　　

## 主な戦績
48kg級での戦績
- 1991年　- 全国中学校柔道大会　2位
- 1992年　- 強化選手選考会　3位
- 1993年　- 全国高校選手権　2位
- 1993年　- ドイツジュニア国際　優勝
- 1993年　- 選抜体重別　3位
- 1993年　- アメリカ国際　優勝
- 1993年　- 強化選手選考会　2位
- 1994年　- 全国高校選手権　5位
- 1994年　- 選抜体重別　3位
- 1994年　- 世界ジュニア　5位
- 1995年　- フランス国際　5位
- 1995年　- 選抜体重別　3位
- 1995年　- 正力杯　2位

52kg級での戦績
- 1998年　- 正力杯　3位
- 1998年　- 全国女子体重別　2位
- 1999年　- 選抜体重別　3位
- 1999年　- ユニバーシアード　7位
- 1999年　- 全国女子体重別　優勝
- 2000年　- オーストリア国際　3位
- 2000年　- アジア選手権　優勝
- 2000年　- 全国女子体重別　優勝
- 2000年　- 福岡国際　優勝
- 2001年　- フランス国際　5位
- 2001年　- 選抜体重別　2位
- 2001年　- 全国女子体重別　3位
- 2002年　- ハンガリー国際　3位

（出典、JudoInside.com）